# Paul Dubar
Pour les articles homonymes, voir Dubar.
Paul Dubar, né le 15 décembre 1934 à Templeuve (province de Hainaut) et mort le 21 décembre 1996, est un auteur de bande dessinée, photographe et peintre belge.

## Biographie
Paul Dubar naît le 15 décembre 1934 à Templeuve,.
Il réalise deux histoires de la série Le Cirque Spirou pour le journal Spirou en 1959 et 1960 sur scénario de Crill. Puis, il réalise seul neuf mini-récits de 1960 à 1962. 
Comme dessinateur de bande dessinée, il réalise encore un long récit humoristique intitulé La Graminée de la colère sur un scénario de Vicq en 1962 et dont les dernières planches sont dessinées par Jean-Marie Borbouse. En 1967, il publie une bande dessinée-collage  Rheinräuber pour la revue Temps mêlés,. Il devient ensuite photographe à Templeuve où il photographie les habitants lors de cérémonies, et peintre en réalisant des huiles sur toile. 
En outre, il est musicien et trouve le nom de Pastourelle à l'ensemble vocal et crée le logo de celui-ci.
En juin 1990, il est récipiendaire d'un diplôme et d'une médaille d'or internationale délivrés par l'Académie européenne des Arts en hommage à sa valeur artistique.
Il meurt le 21 décembre 1996, à l'âge de 62 ans,.
Une exposition Paul Dubar est montée par le comité Autour du Château de Templeuve dans le cadre des animations qui se déroulent autour de la braderie de Templeuve en octobre 2018,,.